# Kumla och Salby
Kumla och Salby var mellan 1995 och 2000 en av SCB avgränsad och namnsatt småort i Strängnäs kommun. Den omfattade bebyggelse i Kumla och Salby belägna i Toresunds socken cirka 3 km söder om Stallarholmen. Mellan 2015 och 2020 års småortsavgränsning återfanns här åter en småort.